# Zäziwil
Zäziwil är en ort och kommun i distriktet Bern-Mittelland i kantonen Bern, Schweiz. Kommunen har 1 636 invånare (2023).